# Mikiko Ando
Mikiko Ando (安藤 美希子?), född 30 september 1992, är en japansk tyngdlyftare.

## Karriär
Ando tävlade för Japan vid olympiska sommarspelen 2016 i Rio de Janeiro, där hon slutade på femte plats i 58-kilosklassen.
I juli 2021 vid OS i Tokyo tog Ando brons i 59-kilosklassen efter att ha lyft totalt 214 kg.